# الملك كونتا
الملك كونتا هي أغنية لمغني الهيب هوب الأمريكي كندرك لامار، وهي من ألبومه الثالث. بيعت الأغنية كثالث أغنية من الألبوم في التاسع من مارس 2015.

## الكتابة والتفصيل
«الملك كونتا» هي إشارة للعبد الثوري كونتا نايت (Kunta Knite)، وهو الشخصية الرئيسية في رواية: الجذور: ملحمة عائلة أمريكية (Roots: The Saga of an American Family) للكاتبة أليكس هيلي. الأغنية مستوحاة من مزيج من الأغاني من التسعينات والثمانينات بحيث تضفي قصة روائية.

## الفيديو الغنائي
تصور أحداث هذه الأغنية في كومبتون، كاليفورنيا. ذكر المغني الرئيسي كندرك لامار في الإذاعة أن معظم الناس في في الفيديو الغنائي كانوا أصدقاءه وبعض ممن يعرفهم. ذكر أيضا مخرج الفيديو الغنائي أن الفيديو مستوحى من إطار عاش فيه المغنيان الشهيران توباك (Tupac) ودكتور دري.

## النقد
«الملك كونتا» حاز على أعلى المراكز في أماكن عديدة مثل أفضل 50 أغنية من مجلة رولينغ ستون الشهيرة. وحاز المغني كنرك لامار على الكثير من الثناء على عمله في هذه الأغنية.